# Gulbent vävare
Gulbent vävare (Ploceus flavipes) är en fågel i familjen vävare inom ordningen tättingar.

## Utseende och läten
Gulbent vävare är en stor (20 cm) och helsvart, skogslevande vävare med vitt öga. Gula ben och fötter är diagnostiska. På närhåll och i direkt solljus syns grönaktiga fjäderkanter på huvud och mantel som skapar ett fjäligt utseende. Undergumpen är brun. Honan är mer färglös och saknar grönglansen, medan ungfågeln har skära ben och är brunaktig med skuggat gul krage samt olivgrön på buke och undergump. Lätet har inte beskrivits.

## Utbredning och systematik
Fågeln förekommer i nordöstra Kongo-Kinshasa (Ituriregnskogen). Den behandlas som monotypisk, det vill säga att den inte delas in i några underarter.

## Status och hot
Gulbent vävare har ett litet utbredningsområde och en liten världspopulation bestående av uppskattningsvis endast 2 500–10 000 vuxna individer. Den tros också minska i antal till följd av habitatförlust. Den är därför upptagen på internationella naturvårdsunionen IUCN:s röda lista över hotade arter, kategoriserad som sårbar (VU).